# Młynary
Młynary [mwɨˈnarɨ] (deutsch Mühlhausen i. Ostpr.) ist eine Stadt im Powiat Elbląski (Elbinger Kreis) der polnischen Woiwodschaft Ermland-Masuren. Sie ist Sitz der gleichnamigen Stadt-und-Land-Gemeinde mit 4411 Einwohnern (Stand 31. Dezember 2020).

## Geographische Lage
Die Stadt liegt im ehemaligen Ostpreußen, in Pogesanien, in der historischen Landschaft Oberland, auf einer Höhe von 45 Metern über dem Meeresniveau, etwa 70 Kilometer ostsüdöstlich von Danzig, 20 Kilometer südlich des Frischen Haffs und 14 Kilometer nordnordöstlich von Preußisch Holland (Pasłęk), an der Südostseite der Trunzer Berge, den nordwestlichen Ausläufern des Oberlandes, dessen nördlichste Stadt sie ist.
Durch das Stadtgebiet fließt der kleine Fluss Donne, der in den Haffzufluss Bauda (Baude) mündet.

## Geschichte

Mühlhausen, südsüdwestlich von Königsberg und nordnordöstlich der Stadt Preußisch Holland, auf einer Landkarte von 1910

Über die Herkunft der Ortsbezeichnung Mühlhausen gibt es zwei Versionen, nach denen entweder ein Bezug zur gleichnamigen Stadt in Thüringen oder zu einer schon früh vorhandenen Wassermühle an der Donne hergestellt wird. Das schon von den deutschen Einwohnern verwendete Wappen mit der Darstellung eines Mühlrades spricht für die Mühlenversion.

### Deutscher Orden
Das genaue Datum der Gründungsurkunde ist unbekannt; die Stadt wurde ungefähr um 1327 durch den Elbinger Komtur des Deutschen Ordens Hermann von Öttingen gegründet. Die sogenannte Handfeste wurde 1338 von Siegried von Sicken erneuert und 1404 ein weiteres Mal. Aus ihr geht hervor, dass der Erbschulze Nicolaus von Kunyn mit der Entwicklung der Stadt „Molhusen“ beauftragt wurde. Die Siedlung war südlich einer kleinen Burg des Deutschen Ordens entstanden. Bis 1410 war die Burg Sitz des Waldmeisters der Komturei Elbing. Von der Burg fehlt in der Neuzeit jede Spur.
1349 erlitt die Stadtentwicklung einen Rückschlag, als rund 1000 Einwohner an der Pest starben. 1408 hielt sich der Hochmeister des Ordens, Ulrich von Jungingen, in Mühlhausen auf. In diesem Zusammenhang wurde erstmals eine Schule in der Stadt erwähnt. Während der Kriege zwischen dem Deutschen Orden und Polen wurde Mühlhausen 1414 von den Polen gebrandschatzt. 1440 trat die Stadt dem Preußischen Bund bei, in dem sich zahlreiche Städte zur Abwehr der finanziellen Belastungen durch den Orden zusammengeschlossen hatten. In dem aus diesem Konflikt entstandenen so genannten Städtekrieg wurde Mühlhausen 1455 vom Elbinger Komtur Heinrich Reuß von Plauen unterworfen und in einer Strafaktion der Bürgermeister in der Donne ertränkt. Im Gegenzug nahmen noch im gleichen Jahr die Truppen des Preußischen Bundes die Stadt ein und brannten sie erneut nieder. Auch im letzten Waffengang des Ordens gegen Polen, dem Reiterkrieg von 1520, kam es zu Zerstörungen.

### Preußen
Nachdem der Ordensstaat 1525 säkularisiert und in das Herzogtum Preußen umgewandelt worden war, wurde Mühlhausen vom Hauptamt Preußisch Holland im Oberländischen Kreis verwaltet. Einer weiteren Pestepidemie im Jahre 1625 fielen 142 Einwohner zum Opfer. 1626 wurde erstmals ein Apotheker in der Stadt erwähnt. Während der schwedisch-polnischen Kriege wurde Mühlhausen im Winter 1628/29 von den Schweden besetzt und musste drei schwedische Kompanien aufnehmen. Die Besetzung dauerte bis 1631, begleitet von einer weiteren Pestepidemie, die diesmal 400 Tote, darunter auch schwedische Soldaten, forderte. 1655 richtete der schwedische König Karl X. Gustav in Mühlhausen das schwedische Hauptquartier unter seinem Reichskanzler Axel Oxenstierna ein. Bevor die Schweden abzogen, wurde die Stadt ausgeplündert.
1678 verlegte das brandenburgische Heer eine Garnison in die Stadt, und auch unter Preußen blieb Mühlhausen bis 1806 Garnisonsstadt. Als 1752 im Zuge einer preußischen Verwaltungsreform der Oberländische Kreis aufgelöst wurde, kam die Stadt in den neu geschaffenen Kreis Mohrungen. Während des Siebenjährigen Krieges (1756–1763) wurde Mühlhausen von Russland besetzt und musste hohe Kontributionen leisten. Dafür mussten die Bürger 25 Prozent ihrer Grundstückswerte an die Stadt abführen. 1760 lebten 676 Menschen in der Stadt. Mit einer erneuten Kreisreform wurde 1818 für Mühlhausen mit dem Kreis Preußisch Holland eine neue Verwaltungsebene geschaffen. 1852 erfolgte der Anschluss an die Eisenbahnstrecke Elbing – Braunsberg. Davon profitierte vor allem der ansässige Flachsanbau, dessen Erträge bald verzehnfacht wurden. 1871 wurde das Rathaus durch einen Brand völlig zerstört.
Gegen Ende des 19. Jahrhunderts dominierte vor allem die Holzindustrie in der Stadt, daneben gab es eine Gerberei, eine Töpferei und eine Bierbrauerei. Mühlhausen hatte sich zum wirtschaftlichen Zentrum des Kreisgebiets entwickelt, die Einwohnerzahl war 1885 auf 2439 angestiegen. 1900 wurde mit dem Aufbau eines Telefonnetzes begonnen und 1901 ein Elektrizitätswerk fertiggestellt. Am Anfang des 20. Jahrhunderts hatte Mühlhausen eine evangelische Kirche, eine katholische Kirche und ein Amtsgericht.
Im Jahr 1945 gehörte Mühlhausen zum Landkreis Preußisch Holland im Regierungsbezirk Königsberg der Provinz Ostpreußen des Deutschen Reichs.
Gegen Ende des Zweiten Weltkriegs wurde die Stadt im Januar 1945  von der Roten Armee eingenommen, wobei es zu großen Zerstörungen kam. Kurz danach wurde die Stadt von der sowjetischen Besatzungsmacht der Volksrepublik Polen zur Verwaltung überlassen, eine Maßnahme, die nach dem Potsdamer Abkommen im Sommer 1945 beibehalten wurde. Durch die polnische Verwaltung wurde der Ortsname als Młynary polonisiert. Es begann danach die Zuwanderung polnischer Migranten, die zum Teil aus Gebieten östlich der Curzon-Linie kamen. Soweit die deutsche Einwohnerschaft nicht evakuiert worden oder geflohen war, wurde sie später von der örtlichen polnischen Verwaltungsbehörde aus Mühlhausen vertrieben. Es wurde den deutschen Einwohnern später nicht ermöglicht, in ihren Besitz zurückzukehren.

### Demographie

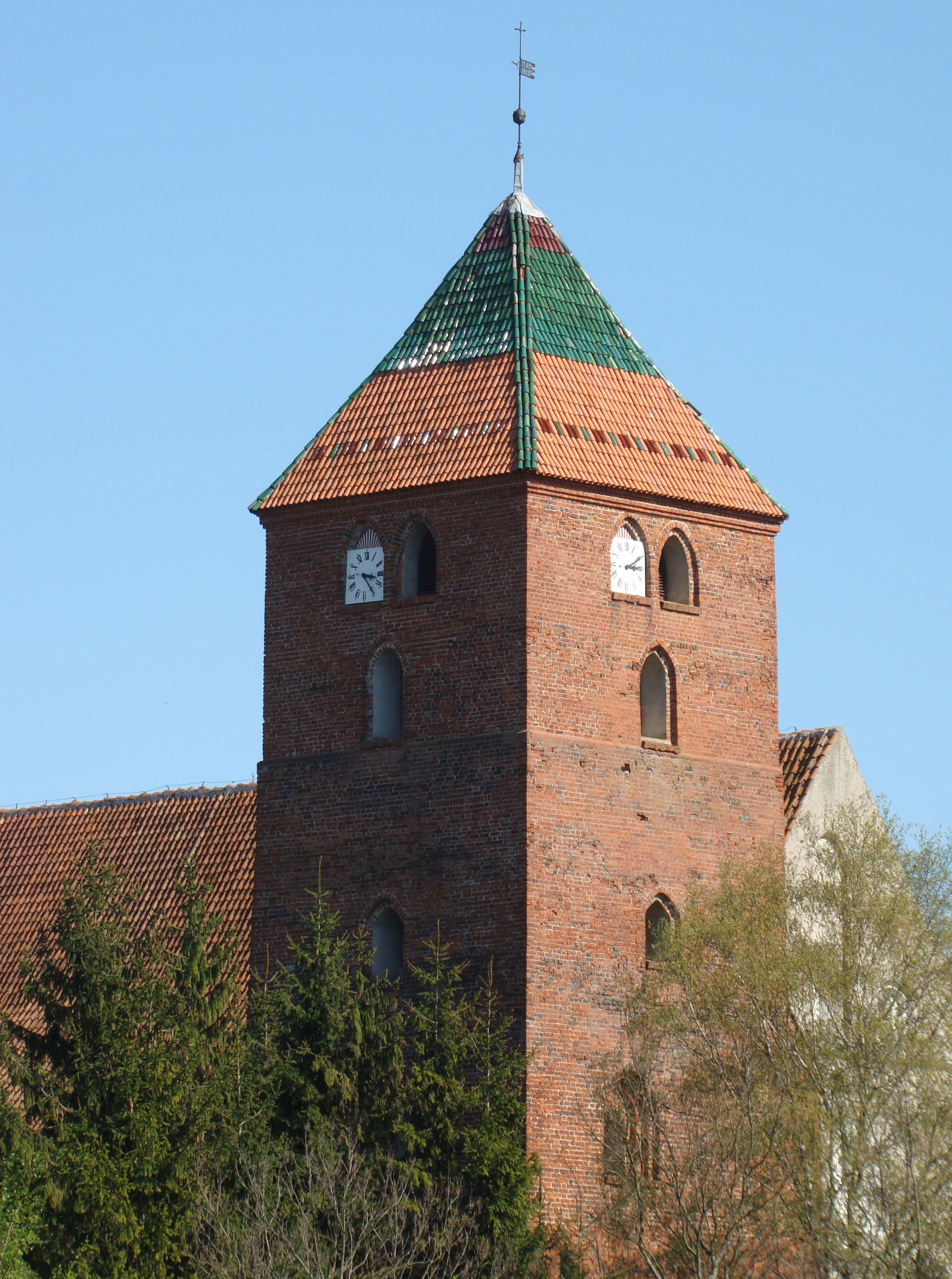
Pfarrkirche (2012), bis 1945 Gotteshaus der evangelischen Pfarrgemeinde Mühlhausen

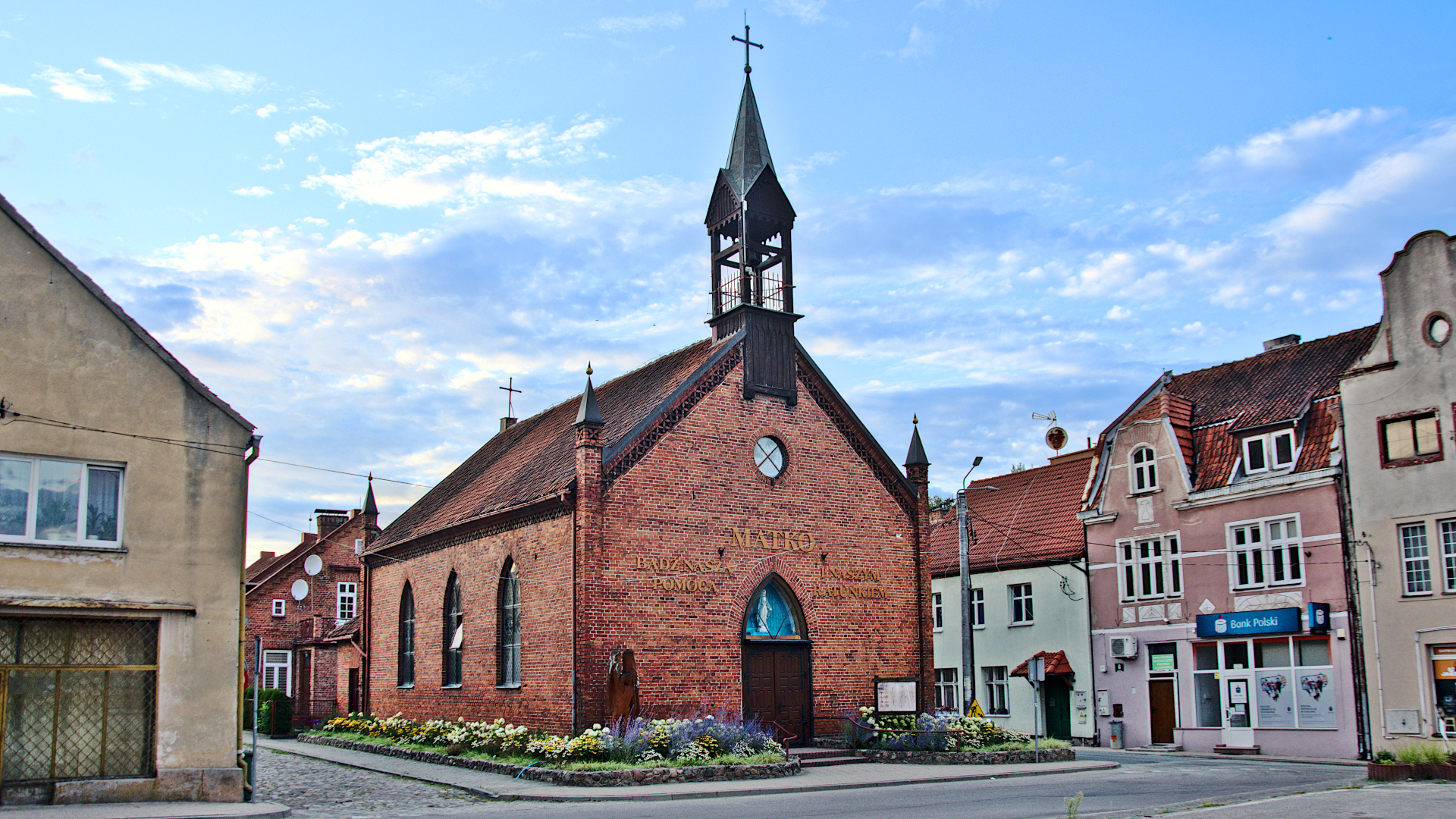
Alte katholische Kirche

| Jahr | Einwohner | Anmerkungen                                                                                  |
| 1780 | ca. 1400  | ohne die Garnison (fünf Kompanien Infanterie)                                                |
| 1802 | 1524      | [ 5 ]                                                                                        |
| 1810 | 0885      | [ 5 ]                                                                                        |
| 1816 | 1026      | davon 935 Evangelische, 73 Katholiken und eine jüdische Person                               |
| 1818 | 0958      | [ 6 ]                                                                                        |
| 1821 | 1350      | in 194 Privatwohnhäusern                                                                     |
| 1831 | 1393      | in 193 Wohnhäusern, nach anderen Angaben 1392 Einwohner                                      |
| 1858 | 2027      | davon 1733 Evangelische, 234 Katholiken und 60 Juden                                         |
| 1864 | 2308      | am 3. Dezember                                                                               |
| 1867 | 2277      | am 3. Dezember                                                                               |
| 1871 | 2273      | am 1. Dezember, davon 1830 Evangelische, 377 Katholiken, zwei sonstige Christen und 64 Juden |
| 1875 | 2356      | [ 12 ]                                                                                       |
| 1880 | 2479      | [ 12 ]                                                                                       |
| 1890 | 2227      | [ 12 ]                                                                                       |
| 1905 | 2304      | davon 492 Katholiken                                                                         |
| 1910 | 2407      | [ 1 ] [ 13 ]                                                                                 |
| 1933 | 2784      | [ 12 ]                                                                                       |
| 1939 | 3006      | [ 12 ]                                                                                       |

## Kirchen
Mühlhausen hatte bis 1945 eine evangelische und eine katholische Kirche.
- Die Pfarrkirche aus dem 14. Jahrhundert wurde mehrfach umgebaut und besitzt eine wertvolle barocke Ausstattung aus dem 18. Jahrhundert, u. a. einen Altar von Isaak Riga. Nachdem die Bevölkerung während der Reformation lutherisch geworden war, war diese Kirche ein evangelisches Gotteshaus. Nach 1945 wurde sie auf Grund der Vertreibung der mehrheitlich protestantischen Deutschen zugunsten der katholischen Kirche enteignet, die sie neu weihte und sie nach dem Apostel Petrus benannte (Kościół Św. Piotra Apostoła).
- Kirche der Unbefleckten Empfängnis der Heiligen Jungfrau Maria, neugotischer Backsteinbau, erbaut von 1856 bis 1857 für die katholische Gemeinde

Die Kirchengebäude wurden 1945 zugunsten der Römisch-katholischen Kirche in Polen zwangsenteignet.

### Kirchengemeinde
Mühlhausen ist ein alter Kirchort. Bereits vor der Reformation war die Stadt Pfarrsitz. Bis 1598 war Schönberg (heute polnisch: Zastawno) Filialkirche, zwischen 1594 und 1604 auch Herrndorf (Młynarska Wola).
Bis 1945 gehörte die von einer mehrheitlich evangelischen Bevölkerung geprägte Stadt zum Kirchenkreis Preußisch Holland (Pasłęk) in der Kirchenprovinz Ostpreußen der Kirche der Altpreußischen Union.
Nach 1945 kam die nunmehr katholische Pfarrgemeinde zum Dekanat Pasłęk I im Bistum Elbing der Katholischen Kirche in Polen. Hier lebende evangelische Kirchenglieder gehören zur Pfarrei in der Stadt Elbląg (Elbing) in der Diözese Pommern-Großpolen der Evangelisch-Augsburgischen Kirche in Polen.

### Pfarrer 1540–1945
Pfarrer von Mühlhausen und dem benachbarten Herrndorf werden schon 1329 als Zeugen genannt.
Die Pfarrei Mühlhausen wurde bis 1926 von zwei Geistlichen („Pfarrer“ und „Diakonus“, dann auch „Hilfsprediger“) betreut:
| - Johann Bomann, 1542 - Albert Lichtenstein, 1543 - Blasius NN., 1544 - Nicolaus von Hame, 1545 - Urbanus Hahn, 1546 - Philipp Mechler, 1554 - Johann Holtz, 1558–1575 - Sebastian von Sanden, 1578–1586 - Michael Harmer, 1584–1589 - Simon Johannes, 1589–1607 - Adam Eckstedt, 1595–1608 - Nicolaus Trumpf, 1607–1629 - Johannes Agricola, 1608–1610 - Joachim Pollio, 1610–1635 - Heinrich Möller, 1637–1654 - Theophilus Wegner, 1655–1660 - Gottfried Curtius d. Ä., 1661–1685 - Caspar Mirovius, 1669–1682 - Martin Suchland, 1670–1685 - Gottfried Curtius d. J., 1685–1734 - Samuel Alckenberger, 1685–1729 - Johann Schumacher, 1724–1741 - Johann Grüneberg, 1734–1738 - Jacob Theodor Decker, 1739–1748 - Johann Gottfried Sandhoff, 1741–1775 | - Philipp Emanual Drenckhan, 1749–1761 - Georg Friedrich Thilo, 1761–1803 - Jacob Schulz, 1776–1815 - Theodor Carl Chr. Brasche, 1804–1807 - Ernst Heinrich Bruno, 1813–1818 - Johann Simon Weiß, 1815–1819 - Johann Wilhelm Kopp, 1818–1831 - Johann Benjamin Felskau, 1819–1823 - Ludwig Julius Albert von Schäwen, 1825–1827 - Gotthilf Friedrich I. Kleckl, 1828–1829 - Napoleon Schumann, 1830–1832 - Johann Benjamin Schuchard, 1832–1834 - Michael August Gutzeit, 1832–1842 - Heinrich Schuur, 1834–1865 - Heinrich Büttner, 1843–1849 - Carl Jonas, 1850–1854 - Karl (Ludwig) Milau, 1856–1867 - Julius Carl Wilhelm Lube, 1866–1878 - Johann Friedrich Eckert, 1867–1877 - Georg Gardin, 1878–1880, Hilfsprediger und Rektor - Ferdinand von Freyhold, 1878–1889, Pfarrer - Eduard Wilhelm J. Lehmann, 1890–1918 - Wilhelm Finger, 1919–1925 - Viktor Felix Reiß, 1925–1926 - Ludwig Rosenow, 1926–1935 - Bruno Kühnel, 1935–1945 |

## Sehenswürdigkeiten
Sehenswürdig sind die St.-Peter-Pfarrkirche und Reste der Stadtbefestigung im Westen der Stadt.

## Bildung
In der Stadt gibt es zwei Grundschulen mit insgesamt etwa 500 Schülern und ein Gymnasium mit etwa 220 Schülern.

## Gemeinde

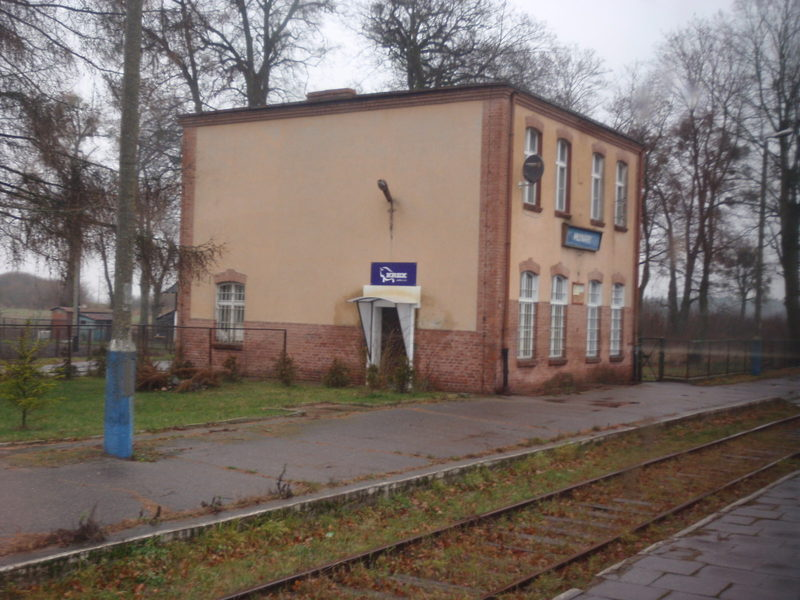
Bahnstation

Zur Stadt-und-Land-Gemeinde (gmina miejsko-wiejska) Młynary mit einer Fläche von 157,1 km² gehören die Stadt selbst und 18 Dörfer mit Schulzenämtern.

## Verkehr
Die Straßenverbindungen zu den unmittelbaren Nachbarstädten Elbląg (Elbing) sowie Orneta (Wormditt) und Pasłęk (Preußisch Holland) sowie Frombork (Frauenburg) verlaufen über die Woiwodschaftsstraßen DW505 bzw. DW509, die sich in der Stadt kreuzen. Zehn Kilometer nördlich führt die heutige Fernstraße S22 Elbląg–Kaliningrad (Königsberg), die ehemals als Reichsautobahn Berlin–Königsberg geplant wurde, vorbei.
Der Bahnhof Młynary liegt an der nurmehr im Güterverkehr bedienten Bahnstrecke Malbork–Braniewo, einem Teil der früheren Preußischen Ostbahn.

## Söhne der Stadt
- Max Hahn (1899–1960), Radrennfahrer und Fahrradkonstrukteur
- Maciej Płażyński (1958–2010), polnischer Politiker, umgekommen beim  Flugzeugabsturz bei Smolensk.